# 林天賜
林天賜，福建福清人，明朝政治人物。
隆庆四年署任，擔任廣東廣州府永安縣知縣（現紫金縣知縣）。后由陳哲接任。